# Pierre Bitschiné
Pierre Adrien Alfred Bitschiné (Nancy, 23 settembre 1910 – Nancy, 2 novembre 2001) è stato uno schermidore francese, vincitore di una medaglia d'oro ai campionati mondiali di scherma.